# إله الحرب (سلسلة ألعاب فيديو)
إله الحرب (بالإنجليزية: God of War)‏ هي سلسلة ألعاب فيديو من نوع الأكشن والمغامرات من إنتاج شركة سوني وهي مستندة على أساطير الآلهة الإغريقية حيث أخذت اسمها من آريز (Ares) وهو «إله الحرب» عند اليونانيين القدماء، حيث يتواجد آريز في الجزء الأول من السلسلة كـ عدو لبطل اللعبة وهو كراتوس والذي يريد الانتقام من آريز لأنه يرى أنه السبب في قتل زوجته وابنته.

## شخصيات في اللعبة
| الشخصية          | الوصف |
| ---------------- | --- |
| كريتوس Kratos    | هو الشخصية الرئيسية في اللعبة وهو إله الحرب عند الإغريق بسبب موت زوجته وابنته وهو ملك اوليمبس بسبب قتل زوس له ولجيشه في مدينة رودس وتدميره لموطنه أسبرطة ولكن كراتوس يعود من العالم السفلي ويقرر الانتقام منه، ولد في أسبرطة، كان القائد العام للجيش قبل أن يقرر الانتقام من أريز ثم الانتقام من زوس، كراتوس شخصية غاضبة ومستعد لسفك الدماء وقتل أي شخص يقف في طريق انتقامه والذي أصبح الهدف الوحيد الذي يعيش من أجله. |
| زيوس Zeus        | هو ملك أوليمبوس وإله السماء وهو أيضا الخصم الرئيسي لكريتوس في الجزئين الثاني والثالث، سلاحه الرئيسي هو البرق وهو أب كريتوس. |
| آريز Ares        | هو ابن زيوس وإله الحرب، والعدو الرئيسي لكراتوس في الجزء الأول. |
| بوسيدون Poseidon | هو أخ زيوس وإله المحيطات، وعدو لكراتوس في الجزء الثالث. |
| هيرميس Hermes    | هو أخ زيوس وإله من آلهة الأولمبيين ورسول الالهة ما بينها وما بين بعضها وما بين الالهة والبشر، وعدو لكراتوس في الجزء الثالث، حيث يكون في اللعبة سريعاً ومراوغاً ويصعب الإمساك به. |
| هيليوس Helios    | هو إله الشمس، وعدو لكراتوس في الجزء الثالث. |
| هاديس Hades      | هو أخ زيوس وإله العالم السفلي لديه سلطة على الموتى ويتلاعب بأرواح الأحياء، وعدو لكراتوس في الجزء الثالث. |
| الجبابرة Titans  | هم عمالقة وعرق من الآلهة الأقوياء الذين حكموا الأرض خلال العصر الذهبي الأسطوري، وهم العرق السابق للآلهة الأولمبية. كانت بينهم وبين الآلهة الأولمبية حرب طاحنة انتهت بهزيمتهم وانتصار الأولمبيين بقيادة زيوس. الجبابرة يحاولون مساعدة كراتوس لقتل عدوهم المشترك زيوس. |

## أجزاء السلسلة
| العنوان                         | السنة | بلاي ستيشن 2 | بلاي ستيشن 3 | بلاي ستيشن 4 | بلاي ستيشن 5 | بلاي ستيشن فيتا | بلاي ستيشن بورتبل | الهاتف النقال | المطور                                             | الناشر                            |
| ------------------------------- | ----- | ------------ | ------------ | ------------ | ------------ | --------------- | ----------------- | ------------- | -------------------------------------------------- | --------------------------------- |
| غود أوف وور                     | 2005  |              |              |              |              |                 |                   |               | إس سي إي سانتا مونيكا ستوديو                       | سوني كومبيوتر إنترتاينمنت         |
| غود أوف وور 2                   | 2007  |              |              |              |              |                 |                   |               | إس سي إي سانتا مونيكا ستوديو                       | سوني كومبيوتر إنترتاينمنت         |
| غود أوف وور: بتريل              | 2007  |              |              |              |              |                 |                   |               | جافا جراوند وإس أو إي لوس أنجلوس                   | سوني بيكتشر ديجيتال               |
| غود أوف ور : شاينس أوف أولمبيوس | 2008  |              |              |              |              |                 |                   |               | ريدي آت داونو إس سي إي سانتا مونيكا ستوديو         | سوني كومبيوتر إنترتاينمنت وكابكوم |
| غود أوف وور 3                   | 2010  |              |              |              |              |                 |                   |               | إس سي إي سانتا مونيكا ستوديو وWholesale Algorithms | سوني كومبيوتر إنترتايمنت          |
| غود أوف وور: جوست أوف سبارتا    | 2010  |              |              |              |              |                 |                   |               | ريدي آت داون وإس سي إي سانتا مونيكا ستوديو         | سوني كومبيوتر إنترتايمنت          |
| غود أوف وور: أسنشن              | 2013  |              |              |              |              |                 |                   |               | إس سي إي سانتا مونيكا ستوديو                       | سوني كومبيوتر إنترتايمنت          |
| غود أوف ور                      | 2018  |              |              |              |              |                 |                   |               | إس إي إي سانتا مونيكا ستوديو                       | سوني كومبيوتر إنترتايمنت          |

## وصلات خارجية
- إله الحرب على موقع ميوزك برينز (الإنجليزية)

موقع اللعبة الرسمي